# Divizia B 1992-1993
În sezonul fotbalistic 1992-93 are loc a 53-a ediție a competiției numită Divizia B. Între 1992–1997 Divizia B a purtat numele de Divizia A deoarece prima ligă din Divizia A a devenit Divizia Națională iar Divizia C a devenit Divizia B.

## Formatul
Formatul competiției a fost schimbat, numărul de serii fiind redus de la 3 la 2 cu 18 echipe fiecare. La sfârșitul sezonului, câștigătoarele seriilor au promovat în Divizia A, iar ocupantele ultimelor două locuri din ambele serii au retrogradat în Divizia C.

### Seria II
- Olimpia Satu Mare depunctată cu 4 puncte.